# 趙欣坡
趙 欣坡（チョ・フンパ、朝鮮語: 조흔파、1918年11月4日 - 1980年12月24日） は、大韓民国の小説家、放送作家。
本名は趙 鳳淳（チョ・ボンスン、조봉순）。本貫は漢陽趙氏。

## 生涯
日本統治時代の平安南道平壌に生まれ、1941年に専修大学法科卒業。1950年代初頭より文壇に登場した。1947年までソウル中央放送局アナウンサーを務め、そのほか京畿女子高等学校の教員、『現代女性』主幹、『国都新聞』『世界日報』『韓国経済新聞』の論説委員などを務めた。1960年公報室公報局長に異動後、国務院事務処公報局長とソウル中央放送局長などを務めた。また、1964年に発表した小説『ヤルゲ（ヤルゲ: 小憎らしい者の意）伝』で知られている。この作品は1970年代、石萊明が映画化した。持病により62歳で死去した。

## 参考資料
- 한국영화데이터베이스 - 조흔파
- 박서림, 박서림의 〈從心漫筆〉(21) 얄개 趙欣坡 선생 (한국방송작가협회